# Алессандро Стріджо (старший)
Алессандро Стріджо (італ. Alessandro Striggio) (Мантуя бл. 1536-1537 або 1540 - Мантуя 29 лютого 1592) — італійський композитор пізнього Відродження; автор мадригалів та театральної музики, поєднував жанри, створюючи мадригальні комедії. Його син Алессандро, поет, відомий як автор лібрето «Орфея» Монтеверді.

## Біографія
Алессандро Стріджо старший народився у Мантуї, очевидно в аристократичній родині. Збереглося мало документів відносно його дитинства, але напевне, що замолоду він мусив переїхати до Флоренції, де, починаючи принаймні з 1560 року, був у щільному зв'язку з сім'єю Медічі; про це свідчить той факт, що саме від Медічі, у 1567 році, він був посланий до Англії з дипломатичною місією. У шістдесяті роки XVI століття Стріджо компонував численні інтермедії для Медічі, з нагоди весіль, візитів та інших статусних подій. У подальшому, в останні роки Козімо та при новому великому герцогові Франческо, цікавість Медічі до музики зменшилась, і, можливо через це, Стріджо шукав контактів поза Флоренцією. Тим часом його слава подолала Альпи, і у 1568 році він був запрошений до Мюнхена задля виконання його мотету на 40 голосів «Ecce beatam lucem», з нагоди одруження герцога Альбрехта IV Баварського.
Близько 1570 року став другом Віченцо Ґалілеї, батька астронома та члена Флорентійської камерати, чи був сам Стріджо членом Камерати, не відомо.
У липні 1584 року був запрошений до Феррари герцогом Альфонсо II д'Есте. З листування, видно, що Стріджо вирішив прийняти запрошення Есте, щоб поїхати послухати «Concerto di donne di Ferrara» (Концерт жінок Феррари). Феррара була одним з тогочасних авангардних музичних центрів, і складається враження, що подорож була заохочена великим герцогом Франческо де Медічі — здійснити свого роду індустріальний шпіонаж у відношенні нового феррарського стилю. На жаль жодної композиції, про які йшлося в кореспонденції, до наших днів не добулось.
У 1586 році Стріджо переїхав до Мантуї, де залишався решту життя, хоча й знаходився у тісному контакті з Медічі, компонуючи для них музику принаймні до 1589 року. 

### Придворний музикант
Стріджо був дуже відомим віоліністом, хоча за ренесансу віддавалася перевага більше ліроне або лірі да гамба ніж віолі. Саме як ліроніст він брав участь у виконанні написаних ним інтермедій у 1565 році. У інтермедіях 1589 року грав не лише на ліроне, а здебільшого на віолі сопраніно (sopranino di viola), певно різновиді віоли діскантіки (viola discantica). 

### Музика та стиль
Стріджо писав як сакральну так і світську музику; до нашого часу дісталися лише вокальні твори, хоча інколи з інструментальним супроводом. Окрім двох версій своєї відомішої праці, мадригальної комедії «Il cicalamento delle donne al bucato et la caccia» (Жіноче цокотіння  на пранні та полювання), опублікував сім книг мадригалів.
Мадригальна комедія, чи то вигадана особисто Стріджо, чи то просто вдячна йому своєю славою, довго вважалася попередником опери, але сучасні музикознавці схиляються бачити в ній радше одну з численних спроб в італійській музиці кінця XVI століття пристосувати домінуючі музичні форми до потреб драматичного дійства. В мадригальній комедії немає дії: 15 окремих мадригалів «Cicalamento» оповідають історію лише словами та музикою без будь-якої активності на сцені. Мадригальна комедія не має особливих відмінностей від інших музичних форм на кшталт інтермедії.
Одним з його найвидатніших творів, як і одним з найвидатніших досягнень ренесансової поліфонії, є мотет Ecce beatam lucem для чотирьох хорів (40 голосів) та continuo, очевидно виконаний у Мюнхені у 1568 році. Існують також дані, що ця композиція (або меса Стріджо на 40/60 голосів) була виконана під час його дипломатичного візиту до Лондона у 1567 році. Певно у цьому виконанні брав участь Томас Талліс, який був натхнутий, а можливо підбурений твором Стріджо на створення свого славетного 40-голосного «Spem in alium», що він написав його невдовзі по тому за дорученням Роберта Дадлі, графа Лестера для королеви Єлизавети I. На відміну від Талліса, Стріджо спеціально вказує, щоб голоси були подвоєні інструментами; у баварському виконанні 1568 року використовувалося вісім флейт, вісім віол, вісім тромбонів, клавесин та басова лютня. Мотет є поліхоральною композицією для чотирьох хорів, які були просторово розділені та складалися послідовно з шістнадцяти, десяти, восьми та шести голосів.
Працею ще більшого масштабу, що довго вважалася втраченою, є меса Стріджо на сорок та фіналом «Agnus Dei», на шістдесят голосів. Твір недавно був знайдений берклійським музикознавцем Девідом Мороні та ідентифікований як пародійна меса, Missa sopra Ecco sì beato giorno. Скоріш за все твір був написаний у 1565/6, і пізньою зимою та весною 1567 року повезений Стріджо через Європу, щоб виконати його у Мантуї, Мюнхені та Парижі. Перше сучасне виконання меси було здійснене 17 липня 2007 року в Альберт-холі під час лондонських променадних концертів співаками BBC та вокального ансамблю «Tallis Scholars» під орудою Мороні. Перший комерційний забис меси був здійснений британским вокальним ансамблем «I Fagiolini» (диригент Роберт Холлінгворт), на лейблі Decca у березні 2011 року і виграв Gramophone Award, та Diapason D'Or de L'Année французького журналу Diapason , а також випередив альбомы Емінема, Бон Джові та Джорджа Харрісона у британському чарті поп-музики. Другий запис був зроблений у 2012 році під керівництвом Ерве Ніке та за обробки Доменіка Вісса.
Стріджо був дуже впливовим композитором, про що можна судити з широкого розповсюдження його музики в Європі у кінці XVI століття. Особливо широкий вплив він мав у Англії; можливо це було частково пов'язано з його візитом 1567 року, можливо також з діяльністю Альфонсо Феррабоско, італійського мадригаліста, який більшу частину свого життя провів у Англії, популяризуючи там італійський музичний стиль.

## Деякі твори
- Мотет Ecce beatam lucem на 40 голосів
- Меса на Ось такий блаженний день (Missa sopra Ecco sì beato giorno,) на 40/60 голосів
- Перша книга мадригалів (Il primo libro di madrigali), 5 voll., 1558, втрачена.
- Перша книга мадригалів (Il primo libro di madrigali), 6 voll., 1560.
- Жіноче цокотіння на пранні та полювання (Il cicalamento delle donne al bucato et La caccia), 1567.
- Друга книга мадригалів (Il secondo libro di madrigali), 5 voll., 1570.
- Третя книга мадригалів (Il terzo libro di madrigali), 5 voll., 1596.
- Четверта книга мадригалів (Il quarto libro di madrigali), 5 voll., 1596.
- П'ята книга мадригалів (Il quinto libro di madrigali), 5 voll., 1597.

## Зовнішні посилання
- Мотет Ecce beatam Lucem на 40 голосів - Youtube [Архівовано 24 листопада 2012 у Wayback Machine.]
- Missa sopra "Ecco si Beato Giorno" 40/60 - The BBC singers, Tallis Scholars, His Majesty's Sagbutts & Cornetts, Davitt Moroney - Youtube [Архівовано 13 лютого 2013 у Wayback Machine.]
- "The Pope, the Emperor and the Grand Duke" [Архівовано 30 вересня 2007 у Wayback Machine.], лекція Мороні у Грешем-коледжі, 18 червня 2007 (доступна до завантаження як аудіо, відео файл, а також як текстовий файл)]
- Алессандро Стріджо (старший): ноти на сайті ChoralWiki (англ.)
- Alessandro Striggio: Партитури на сайті Werner Icking Music Archive (WIMA)
- Вільні ноти авторства Алессандро Стріджо (старший) на сайті International Music Score Library Project (IMSLP)